# Albert Krieger
Albert Johann Georg Krieger (* 17. April 1861 in Gaggenau; † 8. August 1927 in Karlsruhe) war ein badischer Archivar und Historiker.

## Leben
Von 1881 bis 1884 studierte Krieger Geschichte und Germanistik an der Universität Heidelberg. Er promovierte 1886 in Heidelberg bei Bernhard Erdmannsdörffer mit einer Dissertation Über die Bedeutung des 4. Buches von Coccinius‘ Schrift „de bellis Italicis“ für die Geschichte Kaiser Maximilians I.
1885 trat Krieger eine Stelle beim Generallandesarchiv Karlsruhe und begann mit der Arbeit an dem von der Badischen Historischen Kommission konzipierten Topographischen Wörterbuch des Großherzogtums Baden, wobei Krieger das Konzept wesentlich erweiterte. Es entstand ein Standardwerk, dessen erste Lieferungen 1893 publiziert und 1898 abgeschlossen wurden. 1904 folgte die zweite, überarbeitete und wesentlich erweiterte Auflage bei Carl Winter’s Universitätsbuchhandlung in Heidelberg in zwei Bänden. Es gilt als Kriegers Hauptwerk. Krieger bearbeitete überdies den 4. Band der Regesten der Markgrafen von Baden und Hachberg 1050–1515.
Zwischen 1897 und 1908 erschienen in der Allgemeinen Deutsche Biographie eine Anzahl von Beiträgen aus der Hand Kriegers.
Als er 1906 zum Geheimen Archivrat am Generallandesarchiv Karlsruhe ernannt wurde, übernahm er auch die Funktion eines Sekretärs der Badischen Historischen Kommission, die er bis 1927 ausübte.
Zusammen mit Friedrich von Weech erhielt er 1900 von Badischen Historischen Kommission den Auftrag, einen 5. Band der Badischen Biographien herauszugeben, der als Nekrolog für die Jahre 1891 bis 1901 konzipiert war. 1914 erhielt er den Auftrag, den 6. Band dieser Reihe vorzubereiten. Aufgrund des Ersten Weltkriegs und der danach fehlenden finanziellen Mittel wurde die Publikation der ersten Teile aber erst 1927 begonnen und dann durch den Tod Kriegers unterbrochen. Unter der Leitung von Karl Obser wurde der 6. Band bis 1935 fertiggestellt (Nekrolog 1901 bis 1910).
Von 1924 bis 1927 war Krieger als Nachfolger von Karl Obser Redakteur der Zeitschrift für die Geschichte des Oberrheins (ZGO).

## Veröffentlichungen (Auswahl)
- Über die Bedeutung des 4. Buches von Coccinius’ Schrift „de bellis Italicis“ für die Geschichte Kaiser Maximilians I. Heidelberg 1886 (Dissertation)
- Albert Krieger (Bearbeiter), Badische Historische Kommission (Herausgeber): Regesten der Markgrafen von Baden und Hachberg 1050–1515. Bd. 4 (1453–1475), Innsbruck 1915
- Albert Krieger (Bearbeiter), Badische Historische Kommission (Herausgeber): Topographisches Wörterbuch des Großherzogtums Baden. Heidelberg (1904/1905)
  - Band 1: (A-K) (Digitalisat, UB Heidelberg)
  - Band 2: (L-Z) (Digitalisat, UB Heidelberg)
- Badische Geschichte.  Berlin und Leipzig 1921